# Ликтрос
Ликтрос (на английски: bolt-rope), или лик е въже за обшивка на краищата (шкаторините) на платната, пластири и т.н. за предпазването им от преждевременно износване и разкъсване, или за тяхното закрепване към елементите на рангоута. Бива както от растителни материали, така и от стомана. Процеса на съединяване на шкаторината на платната с ликтрос се нарича ликовка.
|  | 1. – платно 2. – метален ликтрос, защитен с клетноване и подшит към края на платното 3. – ликтрос от растителни материали, пришит към края на платното 4. – ракса 5. – защитна лента от сгъната на три парусина (брезент) |